# Florian Jäger (Politiker)
Florian Jäger (* 18. Januar 1971 in Bietigheim-Bissingen) ist ein deutscher Politiker (Werteunion, bis Juli 2024 AfD). Von Juli bis Oktober 2021 war er für die AfD Abgeordneter des 19. Deutschen Bundestags.

## Leben
Florian Jäger wuchs mit drei Brüdern in Bietigheim auf. Er legte 1992 das Abitur am Wirtschaftsgymnasium Bietigheim ab. Nach dem Abitur lebte Jäger ein Jahr lang in Israel. Nach eigenen Angaben war er  im Gästehaus „Beth El“ in Shavei Zion tätig, wo Überlebende des Holocaust seit 1969 die Möglichkeit bekommen, einen kostenlosen Urlaub am Mittelmeer zu verbringen. Im Anschluss begann er ein Studium der Betriebswirtschaftslehre, welches er zugunsten einer Anstellung als Account Manager in der IT-Branche aufgab.
Jäger ist verheiratet und hat eine Tochter. Er lebt im Landkreis Fürstenfeldbruck.

## Politik

### Alternative für Deutschland (AfD)
Jäger trat im März 2013 in die AfD ein. Er war von 2013 bis 2015 Gründungsvorsitzender des AfD-Kreisverbandes Dachau-Fürstenfeldbruck, von 2015 bis 2018 Bezirksvorsitzender des Bezirkes Oberbayern, danach bis zu seinem Parteiaustritt aus der AfD Kreisvorsitzender des Kreisverbandes Fürstenfeldbruck.
Ab September 2017 war Jäger Mitarbeiter des AfD-Bundestagsabgeordneten Rainer Kraft im Bundestag in Berlin.

### Bundestagsmandat
Er wurde als Nachrücker des am 7. Juli 2021 verstorbenen Bundestagsabgeordneten Martin Hebner am 20. Juli 2021 in den 19. Deutschen Bundestag berufen. Jäger war Direktkandidat im Bundestagswahlkreis Fürstenfeldbruck für die Bundestagswahl 2021, verpasste jedoch den Wiedereinzug in den Bundestag.
Jäger ist Befürworter des Dexit und tritt für mehr Direkte Demokratie ein.

### Werteunion
Am 9. Juli 2024 gab Jäger seinen Austritt aus der AfD bekannt. Am selben Tag trat er der Partei Werteunion bei. In einer Pressemitteilung des Bundesvorstands der Werteunion hieß es, Jäger verlasse die AfD wegen der „negativen Entwicklung“, die diese nehme. Der AfD warf er „billige Umverteilungsversprechen“ sowie ein „Abrücken von deren Gründungszielen“ vor. Die Probleme Deutschlands löse man „nicht mit Stammtischparolen, sondern mit solider politischer Arbeit und kompetentem Personal“.

## Gerichtsverfahren und Freispruch
Jäger wurde im August 2023 in zweiter Instanz durch das Landgericht München II wegen Volksverhetzung schuldig gesprochen, da er über seinen Facebook-Account ein Video veröffentlicht hatte, das die Maßnahmen im Zusammenhang der Coronapandemie mit der nationalsozialistischen Novemberpogrome 1938 gleichsetzen würde. In einem Revisionsverfahren vor dem Bayerischen Obersten Landesgericht wurde Jäger im Januar 2024 von allen Vorwürfen freigesprochen.